# 古田县第一中学
古田县第一中学是中华人民共和国福建省宁德市古田县的一所高级中学，位于古田县新城南面松台山，1926年建立。该学校培养了四万多名毕业生，其中，获得博士学位的校友达200余人。

## 历史沿革
古田县第一中学的前身是1926年创立的古田县立初级中学，校址位于旧城五保吴氏花园，但由于经费与师资不足，于1934年停办。
1943年，由于教会学校的收费昂贵，社会上重建公立学校的呼声愈发高涨，故县长梁辅丞拨款立校；又因为处于抗日战争时期，为了学生安全，选址凤埔凤岗山，离县城30华里远。
1945年，该校重新迁回至县城北端龙首山之上。另外，在海外华侨的资助下，在龙首山上另立有一所学校，立校名为“私立玉田高级中学”。
1952年，县立中学与玉田高中合并，1953年，改名为“古田县第一中学”，名字沿用至今。
1958年，因古田溪水电站的建设需要，学校与县城都要淹没于湖水之下，校址迁往新城南面松台山（俗称坞里岗），亦即学校现址。在文化大革命期间，文宣队进入校园，对校园制度进行了破坏。
文化大革命结束后，1980年，叶茂岩被任命为校长。

## 组织机构
该校设有党支部 （页面存档备份，存于）、校工会 （页面存档备份，存于）、团委 （页面存档备份，存于），有学生的各种社团、学生会、志愿者、记者站、广播站 （页面存档备份，存于）。另外，还建有图书馆 （页面存档备份，存于）。

## 名师校友
该校较为知名的校友有梁敬泗、张洪炎、高益槐、黄世平、陆开锦、吴忠、甘景梨、余东晖、江洁等。